# Mahidolia mystacina
Mahidolia mystacina är en fiskart som först beskrevs av Valenciennes, 1837.  Mahidolia mystacina ingår i släktet Mahidolia och familjen smörbultsfiskar. Inga underarter finns listade i Catalogue of Life.